# Lechriodus melanopyga
Espèce
Synonymes
- Asterophrys melanopyga Doria, 1875 "1874"
- Phanerotis fletcheri papuana Roux, 1927
- Lechriodus papuanus (Roux, 1927)

Statut de conservation UICN

 LC  : Préoccupation mineure
Lechriodus melanopyga est une espèce d'amphibiens de la famille des Limnodynastidae.

## Répartition
Cette espèce se rencontre du niveau de la mer jusqu'à 2 000 m d'altitude :
- en Indonésie en Nouvelle-Guinée occidentale et dans les îles Aru ;
- en Papouasie-Nouvelle-Guinée en Nouvelle-Guinée.

## Systématique et taxonomie
Le nom scientifique complet (avec auteur) de ce taxon est Lechriodus melanopyga (Doria, 1875).
L'espèce a été initialement classée dans le genre Asterophrys sous le protonyme Asterophrys melanopyga Doria, 1875.
Lechriodus melanopyga a pour synonymes :
- Asterophrys melanopyga Doria, 1875
- Batrachopsis melanopyga (Doria, 1875)
- Lechriodus papuanus (Roux, 1927)
- Phanerotis fletcheri subsp. papuana Roux, 1927

## Publication originale
- Doria, 1875 "1874" : Enumerazione dei rettili raccolti dal Dott. O. Beccari in Amboina, alle Isole Aru ed alle Isole Kei durante gli Anni 1872-73. Annali del Museo Civico di Storia Naturale di Genova, vol. 6, p. 325-357 (texte intégral).